# Тьерра-де-Леон
Тьерра-де-Леон (исп. Tierra de León) — историческая область и район (комарка) в Испании, находится в провинции Леон. Столица провинции также входит в состав комарки.

## Муниципалитеты
1. Ардон
2. Вальверде-де-ла-Вирхен
3. Вальдевимбре
4. Вальдефресно
5. Вега-де-Инфансонес
6. Вилатурьель
7. Вильякиламбре
8. Гаррафе-де-Торио
9. Куадрос
10. Леон
11. Онсонилья
12. Сан-Андрес-дель-Рабанедо
13. Сантовениа-де-ла-Вальдонсина
14. Сарьегос
15. Чосас-де-Абахо

1. ↑  https://www.ine.es/dynt3/inebase/index.htm?padre=525